# Nederländska Antillernas damlandslag i fotboll
Nederländska Antillernas damlandslag i fotboll representerade Nederländska Antillerna i fotboll på damsidan. Dess förbund är Nederlands Antilliaanse Voetbal Unie (Nederländska Antillernas fotbollsförbund).